# 윤석진
윤석진(1976년 9월 12일 ~ )은 대한민국의 배우이자 무술가이다.

## 출연

### 영화
- 2001년 《조폭 마누라》무술팀
- 2002년 《4발가락》무술팀
- 2002년 《긴급조치 19호》... 수용실 군인 역
- 2003년 《나비》무술팀
- 2003년 《청풍명월》무술팀
- 2003년 《똥개》무술팀
- 2004년 《어깨동무》무술팀
- 2004년 《도마 안중근》무술팀
- 2005년 《간 큰 가족》무술팀
- 2005년 《새드 무비》... 단단한 놈 역, 무술팀
- 2005년 《소년, 천국에 가다》... 국장 비서 역
- 2005년 《서울공략》무술팀
- 2006년 《썬데이 서울》... 큰 사제/JSA 사병 역
- 2006년 《청춘만화》무술팀
- 2007년 《1번가의 기적》... 똘마니 1 역
- 2007년 《뷰티풀 선데이》무술팀
- 2007년 《지금 사랑하는 사람과 살고 있습니까?》무술팀
- 2008년 《숙명》무술팀
- 2008년 《가루지기》무술팀
- 2008년 《님은 먼곳에》... 상길부대 부대트립 병사 역, 무술팀
- 2008년 《1724 기방난동사건》무술팀
- 2009년 《거북이 달린다》무술팀
- 2009년 《내 사랑 내 곁에》무술팀
- 2009년 《백야행》무술팀
- 2009년 《비상》무술팀
- 2010년 《주유소 습격 사건 2》무술팀
- 2010년 《구르믈 버서난 달처럼》... 토포부장 2 역
- 2010년 《평양성》무술팀
- 2011년 《헤드》무술팀
- 2011년 《풍산개》... 요원 1 역
- 2011년 《최종병기 활》무술팀
- 2011년 《통증》무술팀
- 2012년 《시체가 돌아왔다》무술팀
- 2012년 《후궁: 제왕의 첩》무술팀
- 2012년 《바람과 함께 사라지다》무술팀
- 2012년 《나는 왕이로소이다》무술팀
- 2012년 《돈 크라이 마미》무술팀
- 2012년 《26년》... 그사람 경호요원 3 역
- 2013년 《스파이》무술팀
- 2013년 《응징자》무술지도
- 2013년 《용의자》무술팀
- 2013년 《찌라시: 위험한 소문》... 차성주 일당 2 역
- 2014년 《하이힐》무술팀
- 2014년 《몬스터》무술팀
- 2014년 《표적》무술팀
- 2014년 《인간중독》무술팀
- 2014년 《해적: 바다로 간 산적》무술팀
- 2014년 《국제시장》무술팀
- 2014년 《살인의뢰》액션팀
- 2015년 《사도》무술팀
- 2015년 《그놈이다》... 변태남 역, 무술팀
- 2015년 《히말라야》무술팀
- 2015년 《섬, 사라진 사람들》무술팀
- 2015년 《시간이탈자》무술팀
- 2016년 《엽기적인 그녀 2》무술팀
- 2017년 《리얼》무술팀
- 2017년 《비정규직 특수요원》무술팀
- 2017년 《택시운전사》... 방독면 공수부대원 2 역, 무술
- 2017년 《청년경찰》무술팀
- 2017년 《꾼》무술팀
- 2017년 《흥부: 글로 세상을 바꾼 자》무술팀
- 2018년 《머니백》무술팀
- 2018년 《목격자》무술팀
- 2018년 《안시성》무술팀
- 2018년 《버닝》무술
- 2018년 《상류사회》무술
- 2018년 《미쓰백》무술
- 2018년 《창궐》무술팀
- 2018년 《해피 투게더》무술
- 2019년 《양자물리학》무술팀
- 2019년 《미스터 주: 사라진 VIP》무술팀

### TV 드라마
- 2003년 SBS 대하드라마 《왕의 여자》
- 2004년 SBS 대하드라마 《장길산》
- 2004년 KBS1 대하드라마 《불멸의 이순신》... 화래운 역
- 2006년 SBS 대하드라마 《연개소문》... 심광 역
- 2009년 MBC 일일연속극 《밥 줘》... 한 부장 역